# 玻里尼西亞域外點

粉色為玻里尼西亞大三角，紅點為玻里尼西亞域外點

玻里尼西亞域外點是指美拉尼西亚和密克罗尼西亚岛群境內受玻里尼西亞文化影響的地方。根据考古学和语言学的分析，这些地方可能是玻里尼西亞人的殖民地，而且這些玻里尼西亞人可能主要来自東加、萨摩亚和圖瓦盧地区。
距離玻里尼西亞最近的玻里尼西亞域外點是所罗门群岛的阿努塔和蒂科皮亞島， 而最远的域外點是密克罗尼西亚联邦的努庫奧羅環礁。 